# José Luis Repenning
José Luis Repenning López (Santiago, 10 de agosto de 1977) es un periodista chileno que ha participado en varios programas de televisión y radio. Se desempeñó en el área de prensa del canal Mega desde 2001 hasta 2022, cuando renunció para emigrar hacia Canal 13 (Chile).

## Biografía
Nació en Santiago, pero vivió sus primeros cinco años en la ciudad de Parral, Región del Maule. Estudió en el Colegio San Ignacio El Bosque, y luego periodismo en la Universidad del Desarrollo.
Comenzó a trabajar en Radio Agricultura en el año 2001. Ha señalado en varias ocasiones que en sus inicios quería especializarse en el periodismo deportivo, pero finalmente, terminó en el género periodístico de la crónica.
Luego, hizo una práctica en el canal de televisión Mega, donde posteriormente, realizó toda su carrera televisiva.
En 2007, asumió la conducción de Meganoticias por partida doble: en la edición matinal, junto a Andrea Molina, y en la edición nocturna, junto a Maritxu Sangroniz. Desde entonces ha estado en diversos horarios del noticiero y ha hecho dupla con Catalina Edwards, Soledad Onetto, Andrea Arístegui, y Priscilla Vargas.
En 2014 fue parte del matinal Mucho gusto como panelista de actualidad. Durante 2022 reemplazó al conductor titular José Antonio Neme.
En 2018 fue conductor del programa Efecto mariposa en horario estelar.
En agosto de 2022, se anunció que Repenning había renunciado a Mega, tras más de una década en el canal, y para unirse a las filas de Canal 13. El 1 de septiembre de 2022, Mega hizo oficial la salida de Repenning a partir del 6 de septiembre. Al día siguiente, hizo su debut oficial en Canal 13, aún sin proyectos definidos. En octubre, se confirmó que asumiría la conducción del matinal Tu día, junto a Priscilla Vargas.

## Vida personal
Tiene tres hijos. Es hincha acérrimo de Universidad Católica.

## Programas
| Año           | Programa                                                  | Rol       | Canal        |
| ------------- | --------------------------------------------------------- | --------- | ------------ |
| 2006-2013     | Meganoticias                                              | Conductor | Mega         |
| 2013-2019     | Ahora noticias                                            | Conductor | Mega         |
| 2013-2021     | Mucho gusto                                               | Panelista | Mega         |
| 2018          | Efecto mariposa                                           | Conductor | Mega         |
| 2019-2022     | Meganoticias Prime                                        | Conductor | Mega         |
| 2022-presente | Tu día                                                    | Conductor | Canal 13     |
| 2023          | LXII Festival Internacional de la Canción de Viña del Mar | Jurado    | Canal 13 TVN |